# Coppa delle Maldive
La Coppa delle Maldive  è la coppa nazionale di calcio delle Maldive. È il secondo torneo calcistico per importanza dopo la Dhivehi League.

## Albo d'oro
| 1988      | Club Valencia                                | ha battuto                                   | New Radiant                                  |                                              |                                              |
| 1989      | New Radiant                                  | ha battuto                                   | Victory SC                                   |                                              |                                              |
| 1990      | Club Lagoons                                 | ha battuto                                   | New Radiant                                  |                                              |                                              |
| 1991      | New Radiant                                  | ha battuto                                   | Club Lagoons                                 |                                              |                                              |
| 1992      | Club Lagoons                                 | ha battuto                                   | Club Valencia                                |                                              |                                              |
| 1993      | Victory SC                                   | ha battuto                                   | Club Lagoons                                 |                                              |                                              |
| 1994      | New Radiant                                  | ha battuto                                   | Club Valencia                                |                                              |                                              |
| 1995      | Club Valencia                                | 1-0                                          | New Radiant                                  |                                              |                                              |
| 1996      | New Radiant                                  | ha battuto                                   | Victory SC                                   |                                              |                                              |
| 1997      | New Radiant                                  | 2-0                                          | Club Valencia                                |                                              |                                              |
| 1998      | New Radiant                                  | 1-0                                          | Hurriyya                                     |                                              |                                              |
| 1999      | Club Valencia                                | 2-2, 2-1                                     | New Radiant                                  |                                              |                                              |
| 2000      | Victory SC                                   | 3-0                                          | Hurriyya                                     |                                              |                                              |
| 2001      | New Radiant                                  | 1-1, 2-0                                     | Club Valencia                                |                                              |                                              |
| 2002      | Island FC                                    | 2-0                                          | New Radiant                                  |                                              |                                              |
| 2003      | Island FC                                    | 1-0                                          | Club Valencia                                |                                              |                                              |
| 2004      | Club Valencia                                | 2-0                                          | Victory SC                                   |                                              |                                              |
| 2005      | New Radiant                                  | 2-0                                          | Club Valencia                                |                                              |                                              |
| 2006      | New Radiant                                  | 2-0                                          | Club Valencia                                |                                              |                                              |
| 2007      | New Radiant                                  | 2-0                                          | Club Valencia                                |                                              |                                              |
| 2008      | VB Sports                                    | 1-0                                          | New Radiant                                  |                                              |                                              |
| 2009      | Victory SC                                   | 2-0                                          | VB Sports                                    |                                              |                                              |
| 2010      | Victory SC                                   | 2-1                                          | New Radiant                                  |                                              |                                              |
| 2011      | VB Sports                                    | 6-4 (dts)                                    | Maziya S&RC                                  |                                              |                                              |
| 2012      | Maziya S&RC                                  | 2-1                                          | Club Eagles                                  |                                              |                                              |
| 2013      | New Radiant                                  | 1-0                                          | Maziya S&RC                                  |                                              |                                              |
| 2014      | Maziya S&RC                                  | 0-0 (4-3 dtr)                                | New Radiant                                  |                                              |                                              |
| 2015      | non disputata                                | non disputata                                | non disputata                                | non disputata                                | non disputata                                |
| 2016      | Club Valencia                                | 3-1                                          | TC Sports Club                               |                                              |                                              |
| 2017      | New Radiant                                  | 2-2 (4-2 dtr)                                | TC Sports Club                               |                                              |                                              |
| 2018-2019 | non disputata                                | non disputata                                | non disputata                                | non disputata                                | non disputata                                |
| 2020      | cancellata e dichiarata nulla causa COVID-19 | cancellata e dichiarata nulla causa COVID-19 | cancellata e dichiarata nulla causa COVID-19 | cancellata e dichiarata nulla causa COVID-19 | cancellata e dichiarata nulla causa COVID-19 |
| 2021      | non disputata                                | non disputata                                | non disputata                                | non disputata                                | non disputata                                |
| 2022      | Maziya                                       | 2-0                                          | Club Valencia                                |                                              |                                              |

## Titoli per club
| Club          | Vittorie | Stagioni                                                               |
| ------------- | -------- | ---------------------------------------------------------------------- |
| New Radiant   | 12       | 1989, 1991, 1994, 1996, 1997, 1998, 2001, 2005, 2006, 2007, 2013, 2017 |
| Club Valencia | 5        | 1988, 1995, 1999, 2004, 2016                                           |
| Victory       | 4        | 1993, 2000, 2009, 2010                                                 |
| VB Addu1      | 4        | 2002, 2003, 2008, 2011                                                 |
| Maziya        | 3        | 2012, 2014, 2022                                                       |
| Club Lagoons  | 2        | 1990, 1992                                                             |

1- Include il Island FC.